# 韓慕儀
韓慕儀（1945/1946年—），加拿大政治人物，1991年-2001年和2005年-2017年間以卑詩新民主黨黨員身份擔任卑詩省議會素里青木選區議員，於該黨執政期間在省長哈葛、簡嘉年和杜新志內閣中任職廳長。

## 生平
韓慕儀於卑詩省溫哥華出生，在該省列治文海島成長。她從卑詩大學獲取教育文學士學位，曾於魁北克省凡爾登和卑詩省考特尼任教，後從1990年起居於卑詩省素里的青木區，曾任素里長官的行政助理。她與丈夫育有一名女兒。
她於1991年省選中代表卑詩新民主黨贏取素里青木選區議席，首度晉身省議會。1995年10月她獲省長哈葛委任入閣，出任房屋、康樂及消費者服務廳長。簡嘉年於1996年2月繼任省長後，調派韓慕儀出任婦女平等事務廳長。她於1996年5月省選連任，在內閣中保留原職。在簡嘉年醜聞纏身下，韓慕儀於1999年7月辭去廳長職務。
杜新志於2000年2月繼任省長後，韓慕儀再度入閣，出任多元文化及移民廳長、以及專責公共服務廳長。她於2001年省選競逐連任，然而受當時新民主黨民望低落所拖累，她敗予卑詩自由黨候選人駱品達，後從2002年起任職素里原住民協會行政總監。
2005年省選她再度與駱品達對壘，這次則擊敗駱品達重返省議會。她於2009年省選得票逾72%輕鬆連任，再於2013年省選保著議席。她在第39屆省議會中出任在野新民主黨的副議會領袖和婦女事務、兒童護理及早年教育評議員，在第40屆省議會中則任職新民主黨的精神健康及癖癮評議員。
她於2017年1月宣布因丈夫健康欠佳而不會在同年5月省選中競逐連任，但留任至省議員任期屆滿為止。她於同年參與創辦綜合公共事務顧問公司（Composite Public Affairs），並註冊為說客。

## 外部連結
- 维基共享资源上的相關多媒體資源：韓慕儀
- （英文）卑詩省議會網站 韓慕儀議員簡介 （页面存档备份，存于）